# Lyn Hamilton
Lyn Hamilton (* 6. August 1944; † 10. September 2009) war eine kanadische Schriftstellerin.

## Leben
Lyn Hamilton war die Tochter eines Anwaltes und einer Bibliothekarin. Sie wuchs in Etobicoke auf und studierte später Anthropologie, Psychologie und Englisch an der University of Toronto, wobei sie 1967 in Englisch abschloss. Anschließend zog sie nach Los Angeles, wo sie als Sekretärin für eine Architekturfirma arbeitete. Nach ihrer Rückkehr nach Kanada arbeitete sie in der Öffentlichkeitsarbeit für private Firmen und öffentliche Institutionen. Parallel dazu besuchte sie weiterhin Universitätskurse und bildete sich über Mythologie, Anthropologie und Geschichte weiter. Ihre Urlaube verbrachte sie an Orten alter historischer Stätten. So war es 1995 ein Urlaub in Yucatán, der sie dazu veranlasste ihren ersten Roman zu schreiben.
Mit The Xibalba Murders, welcher in Deutschland unter dem Titel Die letzten Tage von Mérida (1998) und Der Fluch der Maya (2007) erschien, veröffentlichte sie 1997 ihren ersten Roman mit der Hauptdarstellerin Lara McClintoch, einer Antiquitätenhändlerin und Hobbydetektivin aus Toronto. Mit ihm begründete sie eine Buchreihe, der noch zehn weitere Romane folgen sollten, wobei sechs davon in deutscher Sprache erschienen. Ihr Roman Das keltische Labyrinth diente als Vorlage für den Fernsehfilm Mord ist ihr Hobby – Das Rätsel der Kelten.
Hamilton verstarb am 10. September 2009 im Alter von 65 Jahren an den Folgen ihrer Krebserkrankung. In Anerkennung ihres literarischen Lebenswerkes wurde ihr postum am 30. Mai 2013 in Toronto/Kanada der Derrick Murdock Award von den Crime Witers of Canada verliehen.

## Werke
Die Lara-McClintoch-Archäologie-Mysterie-Reihe
- 1997: The Xibalba Murders
  - Die letzten Tage von Mérida, Econ-und-List-Taschenbuch-Verlag (1998), 311 Seiten, ISBN 978-361-22754-86
  - Der Fluch der Maya, Weltbild Verlag (2007), 302 Seiten, ISBN 978-3-89897-653-4
- 1998: The Maltese Goddess
  - Die Malteser Göttin, Econ-und-List-Taschenbuch-Verlag (1999), 279 Seiten, ISBN 3-612-27611-5
- 1999: The Moche Warrior
  - Die Maske des Kriegers, Weltbild Verlag (2008), 348 Seiten, ISBN 978-3-86800-036-8
- 2000: The Celtic Riddle
  - Das keltische Labyrinth, Weltbild Verlag (2006), 318 Seiten, ISBN 978-3-89897-404-2
- 2001: The African Quest
- 2002: The Etruscan Chimera
  - Das etruskische Grabmal, Weltbild Verlag (2008), 317 Seiten, ISBN 978-3-89897-821-7
- 2003: The Thai Amulet
- 2004: The Magyar Venus
- 2005: The Moai Murders
- 2006: The Orkney Scroll
  - Das Vermächtnis der Wikinger, Weltbild Verlag (2007), 286 Seiten, ISBN 978-3-89897-754-8
- 2007: The Chinese Alchemist